# Veliđe
Veliđe es un pueblo ubicado en el municipio de Berane, en Montenegro.

## Demografía
Hasta 2011 la población era de 10 habitantes, conformada por 13 viviendas.
| 184                                                              | 209 | 229 | 160 | 95 | 37 | 29 | 10 |
| (Fuente: Population statistics of Eastern Europe & former USSR.) |     |     |     |    |    |    |    |

| Etnicidad                                           | Número | Porcentaje |
| --------------------------------------------------- | ------ | ---------- |
| Montenegrinos                                       | 18     | 62,06 %    |
| Serbios                                             | 9      | 31,03 %    |
| Otros                                               | 2      | 6,90 %     |
| Fuente: Republic of Montenegro. Statistical Office. |        |            |